# 澳大利亚薄壳鸟蛤
澳大利亚薄壳鸟蛤（学名：Fulvia australis），又名南方鳥尾蛤，是帘蛤目鸟尾蛤科薄壳鸟蛤属的一种。在大中華地區主要分布于中国大陆、台湾，常栖息在水深12-35米，另外亦見於北大西洋、紅海及東非的坦桑尼亞、馬達加斯加及馬斯克林深海高原一帶的海域，在地中海及以色列被視為入侵物種。